# A Ferencvárosi TC 2015–2016-os szezonja
Ez a szócikk a Ferencvárosi TC 2015–2016-os szezonjáról szól, amely sorozatban a hetedik, összességében pedig a 112. idénye a csapatnak a magyar első osztályban. A szezon 2015. július 18-án kezdődött, és 2016 májusában ért véget. A klub fennállásának ekkor volt a 117. évfordulója.
A csapat az előző évben megnyerte a magyar kupát és az idénytől megszüntetett ligakupát is.
Jól kezdte az idei szezont is a budapesti alakult, hiszen a címvédő otthonában elnyerte magától a címvédőtől a szuperkupát 3-0 arányban, 2015. július 5-én.
Az OTP Bank ligában tizenkilenc fordulót követően 49 pontot szerzett (16 győzelem 1 döntetlen és 2 vereség), gólkülönbségük 41-8, azaz +33-as. Utolsó bajnoki mérkőzésük 2016. május 7.-én lesz. Miután a csapat hazai pályán 1-0-ra legyőzte az újonc Békéscsabát megdöntötte az 1967-es zöld-fehér együttes sikerét- akik az első nyolc mérkőzésből nyolcat megnyertek -, hiszen békés megyei csapat megverésével kilenc fordulóból kilencet zárt győztesként az együttes. A fővárosi együttes 34 mérkőzés után vereséget szenvedett a bajnokságában, így nem döntötte meg a klub 36 mérkőzéses veretlenségi sorozatát. A bajnokságbéli első vereségét az MTK ellen szenvedte el, 1-0 arányban, az Illovszky Rudolf Stadionban. Harminchárom veretlen mérkőzés után az ősi rivális Újpest vette el a Fradi veretlenségét a Groupama Arénában, 1-0 arányban.
Az Európa-liga első mérkőzésén a Fradi 1-1-es döntetlent játszott vendégként a Go Ahead Eagles ellen. A július 9.-én lévő mérkőzés zárt kapus volt, mivel tavaly az UEFA megbüntette a budapesti együttest a Rijeka elleni trágár szurkolásért. A visszavágón hazai pályán 4-1-es sikert aratva bejutottak a második körbe, ahol a bosnyák FK Željezničar lett az ellenfelük.
A budapesti mérkőzésen a magyar együttes 1-0-s vereséget szenvedett otthon, a Groupama Arénában.
Egy héttel az első mérkőzés után a zöld-fehér együttes Szarajevóban is vereséget szenvedett 2-0 arányban, így 3-0-s állással kiestek.
A magyar kupában kiütéses (10-0-s) győzelmet aratott a csapat Nagyecseden. Ezzel a nyolcaddöntőbe jutottak, ahol a tavaly is kisorsolt Csákvár lesz az ellenfelük. A továbbjutás két mérkőzésen dől majd el.  Az első, fővárosi mérkőzést a zöld sasok nyerték magabiztos, 4-1 arányban. A második mérkőzésen ugyan alulmaradtak (4-3), de így is továbbjutottak 7-5 arányban. Ellenfelük a tavalyi bajnok, Videoton lesz a negyeddöntőben.

## Keret
2015. augusztus 22-i állapot szerint.
| No. |     | Poszt | Játékos             |
| --- | --- | ----- | ------------------- |
| 7   | HUN | V     | Batik Bence         |
| 8   | HUN | CS    | Haraszti Zsolt      |
| 11  | SVK | CS    | Stanislav Šesták    |
| 13  | HUN | CS    | Böde Dániel         |
| 14  | HUN | KP    | Nagy Dominik        |
| 15  | HUN | KP    | Hajnal Tamás        |
| 16  | HUN | V     | Leandro de Almeida  |
| 19  | HUN | KP    | Gyömbér Gábor (csk) |
| 20  | HUN | KP    | Gera Zoltán         |
| 22  | HUN | KP    | Busai Attila        |
| 24  | BEL | KP    | Roland Lamah        |
| 27  | POL | V     | Michał Nalepa       |

| No. |     | Poszt | Játékos          |
| --- | --- | ----- | ---------------- |
| 30  | SRB | CS    | Vladan Čukić     |
| 31  | HUN | K     | Kunsági Roland   |
| 34  | HUN | KP    | Csilus Tamás     |
| 55  | HUN | K     | Jova Levente     |
| 66  | AUT | V     | Emir Dilaver     |
| 77  | ECU | V     | Cristian Ramírez |
| 90  | HUN | K     | Dibusz Dénes     |
| 94  | HUN | CS    | Popov Patrik     |
| 95  | HUN | KP    | Haris Attila     |
| 97  | HUN | CS    | Varga Roland     |
| 99  | HUN | KP    | Nagy Ádám        |
|     | HUN | V     | Pintér Ádám      |

## Átigazolások
Utolsó frissítés: 2015. augusztus 22.

### Érkezők
| #  |     | Poszt | Név                                           |
| -- | --- | ----- | --------------------------------------------- |
| 1  | HUN | K     | Kurucz Péter (Soroksár-kölcsönből vissza)     |
| 7  | HUN | KP    | Batik Bence (MTK-kölcsönből vissza)           |
| 77 | ECU | V     | Cristian Ramírez ( Fortuna Düsseldorf)}       |
| 85 | HUN | K     | Tarczy Pál (Soroksár-kölcsönből vissza)       |
| 11 | SVK | KP    | Stanislav Šesták ( VfL Bochum)                |
| 34 | HUN | V     | Csilus Tamás (Lombard Pápa-kölcsönből vissza) |
| 31 | POL | V     | Kunsági Roland (Mezőkövesd-kölcsönből vissza) |
| 16 | HUN | KP    | Leandro de Almeida ( Omonia Nicosia)          |
| 10 | HUN | CS    | Radó András (Szombathelyi Haladás)            |
|    | HUN | V     | Pintér Ádám ( Levadiakósz)                    |
| 30 | SRB | KP    | Vladan Čukić                                  |

### Távozók
| #  |     | Poszt | Név                                                            |
| -- | --- | ----- | -------------------------------------------------------------- |
|    | GER | V     | Philipp Bönig                                                  |
|    | SRB | KP    | Bosnjak Predrag                                                |
|    | HUN | KP    | Buzsáky Ákos                                                   |
|    | CRO | KP    | Tomislav Havojic                                               |
|    | CRO | KP    | Stjepan Kukuruzovic ( FC Vaduz)                                |
|    | NED | CS    | Jack Tuijp (kölcsönadva újra egy másik csapatnak; FC Volendam) |
|    | CRO | V     | Mateo Pavlovic ( Werder Bremen-kölcsönből vissza a Bremennek)  |
|    | HUN | KP    | Nagy Dániel ( Würzburger Kicker)                               |
|    | GER | CS    | Benjamin Lauth                                                 |
| 88 | BRA | KP    | Somalia ( Toulouse FC)                                         |
| 44 | ESP | V     | David Mateos ( Orlando City SC)                                |

## Statisztika
| Lejátszott mérkőzés               | 27 (19 OTP Bank Liga, 4 Európa-liga, 3 magyar kupa, 1 szuperkupa) |
| Győzelem                          | 20 (16 OTP Bank Liga, 1 Európa-liga, 2 magyar kupa, 1 szuperkupa) |
| Döntetlen                         | 2 (1 OTP Bank Liga, 1 Európa-liga, 0 magyar kupa) |
| Vereség                           | 5 (2 OTP Bank Liga, 2 Európa-liga, 1 magyar kupa, 0 szuperkupa) |
| Szerzett gól                      | 66 |
| Kapott gól                        | 18 |
| Gólkülönbség                      | 48 |
| Sárga lap                         | 47 |
| Legtöbbet figyelmeztetett játékos | Michał Nalepa (8 ; 1 ) Csilus Ádám (1 ) |
| Legjobb eredmény(ek)              | Ferencváros - Vasas SC 5 - 1 (2015. október 31.) Debreceni VSC - Ferencváros 0 - 3 (2015. augusztus 22.) Nagyecsed Rákóczi SE - Ferencváros 0 - 10 Paks - Ferencváros 0 - 5                  |
| Legrosszabb eredmény(ek)          | Ferencváros - FK Zeljeznicar 0 - 1 (2015. július 16.) FK Zeljeznicar - Ferencváros 2 - 0 (2015. július 23.) MTK Budapest - Ferencváros 1 - 0 (2015. november 21.) Ferencváros - Újpest 0 - 1 |
| Legtöbb gól                       | Böde Dániel 14 gól (12 OTP Bank Liga, 0 Európa-liga, 1 magyar kupa, 1 szuperkupa) |
| Pont*                             | 49 / 57 (85,97%) |

- Csak az OTP Bank Liga mérkőzéseit figyelembe véve

### Kiírások
Dőlttel a jelenleg még le nem zárult kiírásokat illetve az azokban elért helyezést jelöltük.
| Kiírás        | Statisztikák | Statisztikák | Statisztikák | Statisztikák | Statisztikák | Statisztikák | Kezdő forduló/ helyezés     | Végső forduló/ helyezés    | Mérkőzések dátumai | Mérkőzések dátumai |
| Kiírás        | M            | GY           | D            | V            | LG–KG        | GK           | Kezdő forduló/ helyezés     | Végső forduló/ helyezés    | Első               | Utolsó             |
| ------------- | ------------ | ------------ | ------------ | ------------ | ------------ | ------------ | --------------------------- | -------------------------- | ------------------ | ------------------ |
| OTP Bank Liga | 019          | 016          | 01           | 02           | 041 - 8      | 033          | 1.                          | -                          | 2015. július 19.   | 2016. május 7.     |
| Magyar kupa   | 03           | 02           | 0            | 01           | 017 - 5      | 012          | 0 nyolcaddöntő (4. forduló) | 0 negyeddöntő (5. forduló) | 2016. február 10.  | 2016. március 2.   |
| Európa-liga   | 04           | 01           | 01           | 02           | 05 – 50      | 0+0          | 1. selejtezőkör             | 2. selejtezőkör            | 2015. július 2.    | 2015. július 23.   |
| Szuperkupa    | 01           | 01           | 0            | 0            | 03 – 00      | 0+3          | Döntős                      | Győztes                    | 2015. július 5.    | 2015. július 5.    |
| Összesen      | 027          | 020          | 02           | 05           | 066 – 180    | 0+48         |                             |                            |                    |                    |

### Játékos statisztikák
Utolsó módosítás: 2015. december 12.
| Poz.     | No.      | Név                 | Összesen | Összesen | OTP Bank Liga | OTP Bank Liga | Magyar Kupa | Magyar Kupa | Európa-liga | Európa-liga | Szuperkupa | Szuperkupa | Figyelmeztetés | Figyelmeztetés | Figyelmeztetés |
| Poz.     | No.      | Név                 | Mérk.    | Gól      | Mérk.         | Gól           | Mérk.       | Gól         | Mérk.       | Gól         | Mérk.      | Gól        |                |                |                |
| -------- | -------- | ------------------- | -------- | -------- | ------------- | ------------- | ----------- | ----------- | ----------- | ----------- | ---------- | ---------- | -------------- | -------------- | -------------- |
| K        | 090      | Dibusz Dénes        | 024      | 0        | 019           | 0             | —           | –           | 04          | 0           | 01         | 0          | 01             | 0              | 0              |
| K        | 031      | Kunsági Roland      | 0        | 0        | —             | –             | —           | –           | 0           | 0           | 0          | 0          | 0              | 0              | 0              |
| K        | 055      | Jova Levente        | 03       | 0        | —             | –             | 03          | –           | 0           | 0           | 0          | 0          | 0              | 0              | 0              |
| V        | 066      | Emir Dilaver        | 023      | 0        | 018           | 0             | 02          | 0           | 03          | 0           | 0          | 0          | 03             | 0              | 0              |
| V        | 016      | Leandro de Almeida  | 026      | 03       | 019           | 02            | 02          | 01          | 04          | 0           | 01         | 0          | 04             | 0              | 0              |
| V        | 027      | Michał Nalepa       | 025      | 01       | 016           | 01            | 01          | 0           | 03          | 0           | 01         | 0          | 08             | 01             | 0              |
| V        | 0        | Pintér Ádám         | 011 (5)  | 02       | 08 (5)        | 01            | 01          | 0           | 0           | 0           | 0          | 0          | 02             | 0              | 0              |
| V        | 07       | Batik Bence         | 0        | 0        | —             | –             | —           | –           | 0           | 0           | 0          | 0          | 0              | 0              | 0              |
| V        | 077      | Cristian Ramírez    | 022 (1)  | 03       | 016 (1)       | 03            | 01          | 0           | 03          | 0           | 01         | 0          | 05             | 0              | 0              |
| KP       | 014      | Nagy Dominik        | 08 (5)   | 01       | 03 (3)        | 0             | 03          | 01          | 01 (1)      | 0           | 01 (1)     | 0          | 01 (1)         | 0              | 0              |
| KP       | 019      | Gyömbér Gábor       | 010 (5)  | 0        | 05 (3)        | 0             | —           | –           | 04 (2)      | 0           | 01         | 0          | 0              | 0              | 0              |
| KP       | 015      | Hajnal Tamás        | 016 (3)  | 01       | 011           | 01            | 01          | –           | 0 4 (3)     | 0           | 0          | 0          | 03             | 0              | 0              |
| KP       | 022      | Busai Attila        | 020 (13) | 07       | 013 (9)       | 01 (1)        | 02          | 05          | 03 (1)      | 01          | 0          | 0          | 01             | 0              | 0              |
| KP       | 020      | Gera Zoltán         | 021      | 03       | 017           | 01            | —           | –           | 04          | 02          | 0          | 0          | 05             | 0              | 0              |
| KP       | 08       | Haraszti Zsolt      | 07 (7)   | 01       | 04 (4)        | 0             | 01 (1)      | 0           | 01 (1)      | 01 (1)      | 01 (1)     | 0          | 01             | 0              | 0              |
| KP       | 030      | Vladan Čukić        | 08 (5)   | 0        | 04 (3)        | 0             | 03 (1)      | 0           | 0           | 0           | 0          | 0          | 03             | 0              | 0              |
| KP       | 088      | Somalia             | 08       | 01       | 03            | 0             | —           | –           | 04          | 0           | 01         | 01         | 01             | 0              | 0              |
| KP       | 0        | Csilus Tamás        | 0        | 0        | —             | –             | —           | –           | 0           | 0           | 0          | 0          | 0              | 0              | 0              |
| KP       | 034      | Csilus Ádám         | 02 (1)   | 0        | —             | –             | 02 (1)      | 0           | 0           | 0           | 0          | 0          | 0              | 0              | 01             |
| KP       | 095      | Haris Attila        | 02 (1Ű)  | 02       | —             | –             | 02 (1)      | 02          | 0           | 0           | 0          | 0          | 0              | 0              | 0              |
| KP       | 024      | Roland Lamah        | 026      | 06       | 018           | 03            | 03          | 01          | 04          | 0           | 01         | 01         | 02             | 0              | 0              |
| KP       | 099      | Nagy Ádám           | 019 (1)  | 0        | 018 (1)       | 0             | 01          | 0           | 0           | 0           | 0          | 0          | 02             | 0              | 0              |
| CS       | 067      | Lakatos István      | 03 (2)   | 01       | 01 (1)        | 0             | 02          | 01          | 0           | 0           | 0          | 0          | 0              | 0              | 0              |
| CS       | 094      | Popov Patrik        | 01 (1)   | 0        | —             | –             | 01          | 0           | 0           | 0           | 0          | 0          | 0              | 0              | 0              |
| CS       | 011      | Stanislav Šesták    | 023 (4)  | 07 (1)   | 017 (5)       | 06 (1)        | 01          | 01          | 01 (1)      | 0           | 01 (1)     | 0          | 01             | 0              | 0              |
| CS       | 010      | Radó András         | 012 (9)  | 03       | 09 (8)        | 03 (3)        | 0           | 01          | 0           | 0           | 0          | 01         | 0              | 0              | 0              |
| CS       | 097      | Varga Roland        | 023 (6)  | 06 (1)   | 015 (3)       | 03            | 02          | 02          | 04          | 0           | 01         | 01         | 01             | 0              | 0              |
| CS       | 013      | Böde Dániel         | 025      | 012      | 019           | 012           | 01          | 01          | 04          | 01          | 01         | 0          | 0              | 0              | 0              |
|          |          | Az ellenfél öngólja |          | 01       |               | 01            |             | —           |             | 0           |            | 0          |                |                |                |
| Összesen | Összesen | Összesen            |          | 066      |               | 041           |             | 017         |             | 05          | 01         | 03         | 047            | 01             | 01             |

Zárójelben a csereként pályára lépések számát jelöltük.

## Felkészülési mérkőzések
Győzelem
      Döntetlen
      Vereség
| 2015. június 25. 17:00 |

| Debreceni VSC                            | 0 – 2               | Ferencváros                                       |
| ---------------------------------------- | ------------------- | ------------------------------------------------- |
| 37' Szakály 64' Mihelic 77' Varga József | (0 – 1) Jegyzőkönyv | 33' Mateos 43' Busai 56' Varga 68' Čukić 81' Gera |

| Nagyerdei Stadion, Debrecen Nézőszám: 400 Játékvezető: Nazsa Tamás (magyar) |

## OTP Bank Liga
Győzelem
      Döntetlen
      Vereség
Kisorsolták az NB I első hét fordulóját, időponttal.
 Az MLSZ áthelyezte másik időpontra a 15. fordulót, mivel a magyar nemzeti 11 pótselejtezőn kiharcolt a jövő évi franciaországi Eb-részvételt. Előbb lejátsszák a 16. fordulót és a 17.-et is, majd a 15. fordulót december 2-án pótolták (szerdán).
| 1. forduló 2015. július 19. 18:00 |

| Szombathelyi Haladás                 | 0 – 2               | Ferencváros                                |
| ------------------------------------ | ------------------- | ------------------------------------------ |
| 42' Martínez 47' Jagodics 90+5' Nagy | (0 – 1) Jegyzőkönyv | 10' Lamah 59' Gera 75' Nalepa 90+4' Šesták |

| Rohonci úti stadion, Szombathely Nézőszám: 4,395 Játékvezető: Kassai Viktor (magyar) Asszisztensek: Ring György és Erdős József |

| 2. forduló 2015. július 26. 18:00 |

| Ferencváros                        | 3 – 1               | Diósgyőri VTK                                            |
| ---------------------------------- | ------------------- | -------------------------------------------------------- |
| 4' 76' Nalepa 23' Leandro 31' Böde | (3 – 0) Jegyzőkönyv | 21' Egerszegi 41' Grumic 54' Barczi 87' Lipták 89' Okuka |

| Groupama Aréna, Budapest Nézőszám: 6,027 Játékvezető: Farkas Ádám (magyar) Asszisztensek: Albert István és Pintér Csaba |

| 3. forduló 2015. augusztus 1. 20:30 |

| Vasas SC                        | 0 – 2               | Ferencváros             |
| ------------------------------- | ------------------- | ----------------------- |
| 37' Hangya 43' Lázok 70' Remili | (0 – 0) Jegyzőkönyv | 4' Somalia 48' 58' Böde |

| Illovszky Rudolf Stadion, Budapest Nézőszám: 4,267 Játékvezető: Kassai Viktor (magyar) Asszisztensek: Ring György és Bognár Tamás |

| 4. forduló 2015. augusztus 8. 20:30 |

| Videoton                                           | 1 – 3               | Ferencváros                         |
| -------------------------------------------------- | ------------------- | ----------------------------------- |
| 34′, 35′ Vinícius 45' Szolnoki 50' Mirko Ivanovski | (0 – 1) Jegyzőkönyv | 11' Heffler 12' Hajnal 57' 81' Böde |

| Sóstói Stadion, Székesfehérvár Nézőszám: 5,063 Játékvezető: Andó-Szabó Sándor (magyar) Asszisztensek: Tóth II Vencel és Németh Ádám |

| 5. forduló 2015. augusztus 15. 20:30 |

| Ferencváros                   | 2 – 0               | MTK                              |
| ----------------------------- | ------------------- | -------------------------------- |
| 44' Ramírez 52' Gera 59' Böde | (0 – 0) Jegyzőkönyv | 22' Vass 36' Gera D. 54' Hegedüs |

| Groupama Aréna, Budapest Nézőszám: 6,817 Játékvezető: Iványi Zoltán (magyar) Asszisztensek: Kóbor Péter és Pintér Csaba |

| 6. forduló 2015. augusztus 22. 20:30 |

| Debreceni VSC                                       | 0 – 3               | Ferencváros                                      |
| --------------------------------------------------- | ------------------- | ------------------------------------------------ |
| 16' Máté 33' Szécsi 52' Zsidai 65' Balogh 74' Varga | (0 – 1) Jegyzőkönyv | 12' Böde 44' Busai 66' Šesták 70' Radó 81' Čukić |

| Nagyerdei stadion, Debrecen Nézőszám: 6,241 Játékvezető: Szabó Zsolt (magyar) Asszisztensek: Ring György és Viszokai László |

| 7. forduló 2015. augusztus 29. 20:30 |

| Ferencváros                  | 2 – 0               | Paksi FC   |
| ---------------------------- | ------------------- | ---------- |
| 14' Böde 24' Lamah 89' Čukić | (2 – 0) Jegyzőkönyv | 90' Molnár |

| Groupama Aréna, Budapest Nézőszám: 7,417 Játékvezető: Solymosi Péter (magyar) Asszisztensek: Buzás Balázs és Iványi Zoltán |

| 8. forduló 2015. szeptember 12. 20:30 |

| Újpest                             | 1 – 2               | Ferencváros                                                 |
| ---------------------------------- | ------------------- | ----------------------------------------------------------- |
| 3' Diagne 38' Mohl 68' Kálnoki Kis | (1 – 0) Jegyzőkönyv | 57' Nalepa 75' Dilaver 78' 89' Böde 87' Leandro 89' Ramírez |

| Szusza Ferenc Stadion, Budapest Nézőszám: 8,445 Játékvezető: Kassai Viktor (magyar) Asszisztensek: Solymosi Péter és Berettyán Péter |

| 9. forduló 2015. szeptember 19. 18:00 |

| Ferencváros            | 1 – 0               | Békéscsaba   |
| ---------------------- | ------------------- | ------------ |
| 21' Böde 90+2' Leandro | (1 – 0) Jegyzőkönyv | 52' Vinczián |

| Groupama Aréna, Budapest Nézőszám: 8,824 Játékvezető: Szőts Gergely (magyar) Asszisztensek: Erdős Gábor és Berke Balázs |

| 10. forduló 2015. szeptember 26. 18:00 |

| Puskás Akadémia | 0 – 0               | Ferencváros |
| --------------- | ------------------- | ----------- |
| 70' Fiola       | (0 – 0) Jegyzőkönyv | 78' Gera    |

| Pancho Aréna, Felcsút Nézőszám: 3,542 Játékvezető: Andó-Szabó Sándor (magyar) Asszisztensek: Horváth Róbert és Tóth II. Vencel |

| 11. forduló 2015. október 3. 20:30 |

| Ferencváros                                              | 2 – 1               | Budapest Honvéd                  |
| -------------------------------------------------------- | ------------------- | -------------------------------- |
| 17' Šesták 35' Hajnal 39' Varga 76' Ramírez 89' Haraszti | (2 – 1) Jegyzőkönyv | 7' Vernes 9' 43' Youla 71' Botka |

| Groupama Aréna, Budapest Nézőszám: 9,037 Játékvezető: Kassai Viktor (magyar) Asszisztensek: Tóth II. Vencel és Ring György |

| 12. forduló 2015. október 17. |

| Ferencváros                                            | 3 – 1               | Haladás                            |
| ------------------------------------------------------ | ------------------- | ---------------------------------- |
| 18' Šesták 37' Varga 66' Pintér 78' Ramírez 85' Nalepa | (2 – 0) Jegyzőkönyv | 59' Nagy 88' Wils Stef 90+1' Fehér |

| Groupama Aréna, Budapest Nézőszám: 7,869 Játékvezető: Erdős József (magyar) Asszisztensek: Takács Gábor és Erős Zsolt |

| 13. forduló 2015. október 24. 17:30 |

| Diósgyőri VTK                  | 0 – 2               | Ferencváros                      |
| ------------------------------ | ------------------- | -------------------------------- |
| 17′ Tamás 55' Kitl 73' Nikházi | (0 – 1) Jegyzőkönyv | 27' Šesták 32' Ramírez 79' Lamah |

| DVTK-stadion, Diósgyőr, Miskolc Nézőszám: 7, 500 Játékvezető: Szabó Zsolt (magyar) Asszisztensek: Kelemen Attila és Berettyán Péter |

| 14. forduló 2015. október 31. |

| Ferencváros                                         | 5 – 1               | Vasas SE                                                              |
| --------------------------------------------------- | ------------------- | --------------------------------------------------------------------- |
| 3' 60' Šesták 23' 63' Varga 26' Leandro 81' Ramírez | (3 – 0) Jegyzőkönyv | 46' Ubiparip 43' Adamović 60' Grúz 62' Preklet 69' Debreceni 80' Ádám |

| Groupama Aréna, Budapest Nézőszám: 6 873 Játékvezető: Farkas Ádám (magyar) Asszisztensek: Lémon Oszkár és Takács Gábor |

| 15. forduló 2015. december 2. 18:30 |

| Ferencváros                                             | 1 – 0               | Videoton                                                  |
| ------------------------------------------------------- | ------------------- | --------------------------------------------------------- |
| 21' Nalepa 28' Lamah 53' Ramírez 62' Radó 83' Nagy Ádám | (0 – 0) Jegyzőkönyv | 26' Oliveira 26' Gyurcsó 48' Pátkai 55' Kovács 90' Soumah |

| Groupama Aréna, Budapest Nézőszám: 5 379 Játékvezető: Solymosi Péter (magyar) Asszisztensek: Kelemen Attila és Berettyán Péter |

| 16. forduló 2015. november 21. 18:00 |

| MTK                                                             | 1 – 0               | Ferencváros                       |
| --------------------------------------------------------------- | ------------------- | --------------------------------- |
| 31' Torghelle 32' Vass Ádám 38' Ramos 67' Gera Dániel 90' Thiam | (1 – 0) Jegyzőkönyv | Nalepa 38' Pintér 51' Leandro 73' |

| Illovszky Rudolf Stadion*, Budapest Nézőszám: 2 114 Játékvezető: Erdős József (magyar) Asszisztensek: Viszokai László és Varga Zsolt |

| 17. forduló 2015. november 28. 18:00 |

| Ferencváros                                     | 3 – 0               | Debreceni VSC |
| ----------------------------------------------- | ------------------- | ------------- |
| 66' Ramírez 78' (bünt.) Gera 85' Varga 88' Radó | (0 – 0) Jegyzőkönyv | 74' Szakály   |

| Groupama Aréna, Budapest Nézőszám: 6 642 Játékvezető: Kassai Viktor (magyar) Asszisztensek: Ring György és Erős Gábor |

| 18. forduló 2015. december 5. 15:30 |

| Paksi FC                                 | 0 – 5               | Ferencváros                                                                |
| ---------------------------------------- | ------------------- | -------------------------------------------------------------------------- |
| 35' Kecskés 51' Papp 59' Báló 77' Bajner | (0 – 1) Jegyzőkönyv | 22' 63' Lamah 53' Gera 56' Šesták 74' Böde 77' Dilaver 88' Busai 90' Varga |

| Fehérvári úti stadion, Paks Nézőszám: 7 497 Játékvezető: Szabó Zsolt (magyar) Asszisztensek: Búzás Balázs és Erős Gábor |

| 19. forduló 2015. december 12. 19:30 |

| Ferencváros          | 0 – 1               | Újpest                                        |
| -------------------- | ------------------- | --------------------------------------------- |
| 71' Nagy 76' Dilaver | (0 – 0) Jegyzőkönyv | 45' Heris 59' Diagne 76' Litauszki 90' Bardhi |

| Groupama Aréna, Budapest Nézőszám: 17 489 Játékvezető: Kassai Viktor (magyar) Asszisztensek: Ring György és Medovarszki János |

| 20. forduló 2016. február 13. |

| Békéscsaba | – | Ferencváros |
| ---------- | - | ----------- |
|            |   |             |

| Kórház utcai stadion, Békéscsaba |

| 21. forduló 2016. február 20. |

| Ferencváros | – | Puskás Ferencváros |
| ----------- | - | ------------------ |
|             |   |                    |

| Groupama Aréna, Budapest |

| 22. forduló 2016. február 27. |

| Budapest Honvéd | – | Ferencváros |
| --------------- | - | ----------- |
|                 |   |             |

| Bozsik József Stadion, Budapest |

| 23. forduló 18.00 (TV: M4 Sport) |

| Ferencvárosi TC                       | 2 – 2               | Diósgyőri VTK                                                           |
| ------------------------------------- | ------------------- | ----------------------------------------------------------------------- |
| Gera 10' Pintér 85' 90+1' Nagy D. 70' | (1 – 1) Jegyzőkönyv | 17' 44' Bognár 88' Novothny 24' Bacsa 26' Egerszegi 54' Okuka 60' James |

| Groupama Aréna, Budapest Nézőszám: 7 144 Játékvezető: Andó-Szabó Sándor (magyar) Asszisztensek: Buzás Balázs és Bozó Zoltán |

| 24. forduló 2016. március 12. |

| Békéscsaba | – | Ferencváros |
| ---------- | - | ----------- |
|            |   |             |

| Kórház utcai stadion, Békéscsaba |

| 25. forduló 2016. március 19. |

| Ferencváros | – | Puskás Akadémia |
| ----------- | - | --------------- |
|             |   |                 |

| Groupama Aréna, Budapest |

| 26. forduló 2016. április 2. |

| Vasas SC | – | Ferencváros |
| -------- | - | ----------- |
|          |   |             |

| Illovszky Rudolf Stadion, Budapest |

| 27. forduló 2016. április 4. |

| Ferencváros | – | Budapest Honvéd |
| ----------- | - | --------------- |
|             |   |                 |

| Groupama Aréna, Budapest |

| 28. forduló 2016. április 2., szombat 18.30 (TV: M4 Sport) |

| Debreceni VSC–TEVA                                              | 2 – 1               | Ferencvárosi TC                                             |
| --------------------------------------------------------------- | ------------------- | ----------------------------------------------------------- |
| Takács 28' 30' Jovanović 42' Varga 50' Ferenczi 89' Tisza 90+1' | (2 – 0) Jegyzőkönyv | 62' Šesták 88' Nalepa 89' Dilaver 90+1′ Ramírez 90+1' Lamah |

| Nagyerdei stadion, Debrecen Nézőszám: 5 658 Játékvezető: Farkas Ádám (magyar) Asszisztensek: Ring György és ifj. Varga Gábor |

| 29. forduló 2016. április 16. |

| Ferencváros | – | Paksi FC |
| ----------- | - | -------- |
|             |   |          |

| Groupama Aréna, Budapest |

| 30. forduló 2016. április 23. |

| Ferencváros | – | MTK |
| ----------- | - | --- |
|             |   |     |

| Groupama Aréna, Budapest |

| 31. forduló 2016. április 27. |

| Videoton | – | Ferencváros |
| -------- | - | ----------- |
|          |   |             |

| Sóstói Stadion, Székesfehérvár |

| 32. forduló 2016. április 30. |

| Ferencváros | – | Újpest |
| ----------- | - | ------ |
|             |   |        |

| Groupama Aréna, Budapest |

| 33. forduló 2016. május 7. |

| Szombathelyi Haladás | – | Ferencváros |
| -------------------- | - | ----------- |
|                      |   |             |

| Rohonci úti stadion, Szombathely |

### A bajnokság állása
| #   | Csapat                       | M  | GY | D  | V  | G+ – G– | GK  | P  | Megjegyzések                                   |
| --- | ---------------------------- | -- | -- | -- | -- | ------- | --- | -- | ---------------------------------------------- |
| 1.  | Ferencvárosi TC (B, KGY) (I) | 33 | 24 | 4  | 5  | 69–23   | +46 | 76 | 2016–2017-es Bajnokok Ligája – 2. selejtezőkör |
| 2.  | Videoton CV (I)              | 33 | 17 | 4  | 12 | 42–29   | +13 | 55 | 2016–2017-es Európa-liga – 1. selejtezőkör     |
| 3.  | Debreceni VSC (I)            | 33 | 14 | 11 | 8  | 48–34   | +14 | 53 | 2016–2017-es Európa-liga – 1. selejtezőkör     |
| 4.  | MTK Budapest (I)             | 33 | 14 | 9  | 10 | 39–37   | +2  | 51 | 2016–2017-es Európa-liga – 1. selejtezőkör     |
| 5.  | Szombathelyi Haladás         | 33 | 13 | 11 | 9  | 33–37   | −4  | 50 |                                                |
| 6.  | Újpest FC                    | 33 | 11 | 13 | 9  | 42–37   | +5  | 46 |                                                |
| 7.  | Paksi FC                     | 33 | 12 | 7  | 14 | 41–40   | +1  | 43 |                                                |
| 8.  | Budapest Honvéd FC           | 33 | 12 | 7  | 14 | 40–39   | +1  | 43 |                                                |
| 9.  | Diósgyőri VTK                | 33 | 10 | 8  | 15 | 37–47   | −10 | 38 |                                                |
| 10. | Vasas SC Ú                   | 33 | 9  | 5  | 19 | 32–54   | −22 | 32 |                                                |
| 11. | Puskás Akadémia (K)          | 33 | 7  | 10 | 16 | 35–51   | −16 | 31 | NB II                                          |
| 12. | Békéscsaba 1912 Előre Ú (K)  | 33 | 6  | 9  | 18 | 25–55   | −30 | 27 | NB II                                          |

Utolsó frissítés: 2016. április 30. 
Forrás: mlsz.hu - tabella 
A rangsorolás alapszabályai: 1. összpontszám, 2. egymás elleni eredmények összpontszáma, 3. gólkülönbség, 4. szerzett gólok száma.
(B): Bajnokcsapat, (K): Kieső csapat, (F): Feljutó csapat, (I): Kupainduló, (R): A rájátszás győztese, (KGY): Kupagyőztes

### Eredmények összesítése
Az alábbi táblázatban összesítve szerepelnek a Ferencváros bajnokságban elért eredményei, különbontva hazai, illetve idegenbeli mérkőzésekre.
| Ősz/tavasz     | Otthon | Otthon | Otthon | Otthon | Otthon | Otthon | Otthon | Idegenben | Idegenben | Idegenben | Idegenben | Idegenben | Idegenben | Idegenben |
| Ősz/tavasz     | M      | GY     | D      | V      | LG–KG  | GK     | P      | M         | GY        | D         | V         | LG–KG     | GK        | P         |
| -------------- | ------ | ------ | ------ | ------ | ------ | ------ | ------ | --------- | --------- | --------- | --------- | --------- | --------- | --------- |
| Őszi szezon    | 10     | 9      | 0      | 1      | 22-5   | 17     | 27     | 9         | 7         | 1         | 1         | 19-3      | 16        | 22        |
| Tavaszi szezon | 0      | 0      | 0      | 0      | 0-0    | 0      | 0      | 0         | 0         | 0         | 0         | 0-0       | 0         | 0         |
| Összesen       | 10     | 9      | 0      | 1      | 22-5   | 17     | 27     | 9         | 7         | 1         | 1         | 19-3      | 16        | 22        |

### Helyezések fordulónként
Helyszín: O = Otthon; I = Idegenben. Eredmény: GY = Győzelem; D = Döntetlen; V = Vereség.
| Forduló  | 1  | 2  | 3  | 4  | 5  | 6  | 7  | 8  | 9  | 10 | 11 | 12 | 13 | 14 | 15 | 16 | 17 | 18 | 19 | 20 | 21 | 22 | 23 | 24 | 25 | 26 | 27 | 28 | 29 | 30 | 31 | 32 | 33 |
| -------- | -- | -- | -- | -- | -- | -- | -- | -- | -- | -- | -- | -- | -- | -- | -- | -- | -- | -- | -- | -- | -- | -- | -- | -- | -- | -- | -- | -- | -- | -- | -- | -- | -- |
| Helyszín | I  | O  | I  | I  | O  | I  | O  | I  | O  | I  | O  | O  | I  | O  | O  | I  | O  | I  | O  | I  | O  | I  | O  | I  | O  | I  | O  | I  | O  | O  | I  | O  | I  |
| Eredmény | GY | GY | GY | GY | GY | GY | GY | GY | GY | D  | GY | GY | GY | GY | GY | V  | GY | GY | V  |    |    |    |    |    |    |    |    |    |    |    |    |    |    |
| Helyezés | 1  | 1  | 1  | 1  | 1  | 1  | 1  | 1  | 1  | 1  | 1  | 1  | 1  | 1  | 1  | 1  | 1  | 1  | 1  | 1* | 1* | 1* | 1* | 1* | 1* |    |    |    |    |    |    |    |    |

- Több, mint 3 ponttal vezet a mérkőzés előtt, így ez a helyezése biztosított.

### Szerzett pontok ellenfelenként
Az alábbi táblázatban láthatóak a Ferencváros megszerzett pontjai, ellenfelenként bontva.
| Ellenfél        | Eredmény | Eredmény  | Eredmény    | Pont |
| Ellenfél        | Otthon   | Idegenben | 3. mérkőzés | Pont |
| --------------- | -------- | --------- | ----------- | ---- |
| Békéscsaba      | 1 - 0    |           |             | 3    |
| Budapest Honvéd | 2 - 1    |           |             | 3    |
| Debreceni VSC   | 3 - 0    | 0 - 3     |             | 6    |
| Diósgyőr        | 3 - 1    | 0 - 2     |             | 6    |
| Haladás         | 3 - 1    | 0 - 2     |             | 6    |
| MTK Budapest    | 2 - 0    | 1 - 0     |             | 3    |
| Paksi FC        | 2 - 0    | 0 - 5     |             | 6    |
| Puskás Akadémia |          | 0 - 0     |             | 1    |
| Újpest          | 0 - 1    | 1 - 2     |             | 3    |
| Vasas           | 5 - 1    | 0 - 2     |             | 6    |
| Videoton        | 1 - 0    | 1 - 3     |             | 6    |

- (H)=Hazai, (V)=Vendég

## Magyar kupa
Győzelem
      Döntetlen
      Vereség

A Ferencváros csak a 3. fordulóban lép be a kupába, mivel a nemzetközi kupán indult csapatok itt kezdenek. A zöld-fehér együttes ellenfele a Megyei I.-ben szereplő Nagyecsed volt. 
A továbbjutó csapat a fővárosi együttes lett.

### 3. forduló
| 2015. október 14. 14:00 |

| Nagyecsed Rákóczi SE (Megyei I.) | 0 – 10              | Ferencváros                                                                                  |
| -------------------------------- | ------------------- | -------------------------------------------------------------------------------------------- |
|                                  | (0 – 7) Jegyzőkönyv | 1' Nagy Dominik 5' 40' Haris 17' 28' 81' 87' Busai 19' Lamah 43' Varga 46' Lakatos 55' Čukić |

| Szatmári utcai stadion, Nagyecsed Nézőszám: 1,285 Játékvezető: Lovas László (magyar) |

Felállás: Jova, Dilaver, Ramírez  (Hodgyai  szünet'), Pintér, Csilus, Čukić  55', Haris  5'  40', Nagy Dominik  1', Busai  17'  28'  81'  87', Varga  43' (Silye szünet' , Lamah  19' (Lakatos  szünet';  46') 

Fel nem használt cserék: Kunsági, Szántó
Továbbjutott a Ferencvárosi TC.

### Nyolcaddöntő
A Fradi nyolcaddöntős ellenfele a Csákvár lett. A továbbjutás itt már két mérkőzésen dől el. Az első, fővárosi mérkőzést a tavalyi győztes nyerte, 4-1 arányba. 

| 2015. október 28. 18:00 |

| Ferencváros                                                 | 4 – 1               | FC Csákvár                                        |
| ----------------------------------------------------------- | ------------------- | ------------------------------------------------- |
| 25' 44' Leandro 33' Šesták 48' Busai 50' Varga 90+2′ Csilus | (2 – 0) Jegyzőkönyv | 17′ Gróf 40' Kocsis 72' Dulló 90+3' (bün.) Molnár |

| Groupama Aréna, Budapest Nézőszám: 1 967 Játékvezető: Molnár Attila (magyar) Asszisztensek: Szalai Dániel és Kene Arnold |

Felállás: Jova, Leandro  25'  44', Nalepa, Pintér, Ramírez, Varga  50' (Csilus  69'; 90+2′), Nagy Dominik (Čukić  46'), Nagy Ádám, Lamah (Popov  64'), Šesták  33', Busai  48' 

Fel nem használt cserék: Kunsági, Hodgyai, Szántó, Haris
| 2015. november 18. 17:00 |

| FC Csákvár                                    | 4 – 3               | Ferencváros                   |
| --------------------------------------------- | ------------------- | ----------------------------- |
| 38' Molnár 55' Nyilasi 57' Domján 81' Dilaver | (1 – 2) Jegyzőkönyv | 8' Böde 41' Pintér 54' Hajnal |

| Csákvári TK Sporttelep, Csákvár Játékvezető: Berke Balázs (magyar) Asszisztensek: Szőts Gergely és Vígh-Tarsonyi Gergő |

Felállás': Jova, Leandro, Nalepa (Dilaver  46'), Pintér Ádám  41', Čukić, Nagy Dominik, Hajnal  54' (Haris  65'), Lakatos István, Lamah, Radó, Böde  8' (Haraszti Zsolt  65') 

Fel nem használt cserék: Kunsági, Gera Dávid, Kárász Krisztián
Továbbjutott a Ferencvárosi TC, 7-5 arányban.

### Negyeddöntő
A csapat negyeddöntős ellenfele a tavalyi bajnok, Videoton lett. A továbbjutás itt is két mérkőzésen dől el. Az első mérkőzést 2016. február 10-én Budapesten, míg a visszavágót 2016. március 2-án, Felcsúton rendezték.
| 2016. február 10. 18.00 (TV: M4 Sport) |

| Ferencvárosi TC     | 0 – 1               | Videoton FC                                       |
| ------------------- | ------------------- | ------------------------------------------------- |
| Hajnal 12' Nagy 21' | (0 – 1) Jegyzőkönyv | 42' 48' Feczesin 37' Pátkai 65' Kovács 94' Sejben |

| Groupama Aréna, Budapest Nézőszám: 3 857 Játékvezető: Szabó Zsolt (magyar) Asszisztensek: Berettyán Péter és Theodoros Georgiou |

| 2016. március 2., szerda 18.00 (TV: M4 Sport) |

| Videoton FC                                                | 1 – 2               | Ferencvárosi TC                                                |
| ---------------------------------------------------------- | ------------------- | -------------------------------------------------------------- |
| Stopira 21' Simon 10' Pátkai 83′ Suljić 84′ Oliveira 90+2' | (1 – 0) Jegyzőkönyv | 52' Böde 82' (11-esből) Lamah 16' Šesták 20' Nalepa 84′ Trinks |

| Pancho Aréna, Felcsút Nézőszám: 2 800 Játékvezető: Szabó Zsolt (magyar) Asszisztensek: Berettyán Péter és Theodoros Georgiou |

Továbbjutott az Ferencvárosi TC, 2–2-es összesítéssel, idegenben szerzett több góllal.

### Elődöntő
Az elődöntők párosításának sorsolását 2016. március 2-án, a Videoton–Ferencváros negyeddöntő visszavágó mérkőzés után készítették el az M4 Sport televízió kamerái előtt. A sorsolás folyamán már nem volt kiemelés, így minden párban az elsőként kihúzott csapat lett az első találkozó pályaválasztója. Résztvevők: összesen 4 csapat, az előző forduló továbbjutói.
A két csapat a Magyar Kupában legutóbb 2003 májusában találkozott, méghozzá a döntőben. A Puskás Ferenc stadionban rendezett finálét a fővárosi együttes nyerte 2–1-re. Azt leszámítva még egy kupadöntőt játszott egymással a két együttes, igaz a Ligakupában. Tavaly a Debrecenben rendezett találkozót szintén a zöld-fehérek nyerték 2–1-re.

#### Első mérkőzés
| 2016. március 16., szerda 18.00 (TV: M4 Sport) |

| Debreceni VSC–Teva                             | 0 – 0       | Ferencvárosi TC      |
| ---------------------------------------------- | ----------- | -------------------- |
| Holman 26' Szakály 26' Varga 26' Jovanović 26' | Jegyzőkönyv | 27' Gera 73' Ramirez |

| Nagyerdei stadion, Debrecen Nézőszám: 4 208 Játékvezető: Iványi Zoltán (magyar) Asszisztensek: Buzás Balázs és Medovarszki János |

#### Visszavágó
| 2016. április 13., szerda |

| Ferencvárosi TC | – | Debreceni VSC–Teva |
| --------------- | - | ------------------ |
|                 |   |                    |

| Groupama Aréna, Budapest |

## Szuperkupa
A szuperkupát tradicionálisan az új idény első meccsét jelenti, s az előző év bajnoka játszik az előző év kupagyőztesével. A tavalyi bajnok a Videoton lett, míg a kupagyőztes a budapesti zöld-fehérek együttese lett.

A győztes a Ferencváros lett, ezzel behúzta 5. szuperkupa címét, amellyel azonos számmal rendelkezik a Debreceni VSC is.
| 2015. július 5. 20:15 |

| Videoton                  | 0 – 3               | Ferencváros                                                            |
| ------------------------- | ------------------- | ---------------------------------------------------------------------- |
| 65' Pátkai 90+2' Szolnoki | (0 – 2) Jegyzőkönyv | 21' Lamah 26' Varga 37′ Nalepa 69' Nagy Dominik 86' Dibusz 89' Somalia |

| Sóstói Stadion, Székesfehérvár Nézőszám: 3 679 Játékvezető: Andó-Szabó Sándor (magyar) Asszisztensek: Tóth II. Vencel és Albert István |

Felállás: Dibusz  86', Leandro, Nalepa  37′, Ramírez, Gyömbér, Nagy Ádám, Varga  26' (Somalia  60';  89'), Ugrai (Nagy Dominik  66'), Lamah  21' (Haraszti  87'), Böde
Fel nem használt cserék': Jova, Popov, Haris, Valencsik
| A 2015-ös szuperkupa győztese |
| ----------------------------- |
| Ferencvárosi TC 5. cím        |

## Európa-liga
A 2015–2016-os Európa-liga sorsolás 2015. június 22-én volt, Nyomban. A Ferencváros az első selejtezőkörben indult. Ellenfele a holland másodosztályú Go Ahead Eagles lett. Az első mérkőzés július 2-án, míg a visszavágó július 9-én volt. A Fradi a Balzan FC (máltai) - FK Željezničar (bosnyák) párharc győztesével találkozik július 16-án és a visszavágón július 23-án a második selejtezőkörben.

A Zöld sasok végül 5-2-es összesítéssel továbbjutottak, a vendég 1-1 és a hazai 4-1 után. Ellenfelük az FK Željezničar lesz, akik 3-0-s összesítéssel búcsúztatták a máltai csapatot.

      Győzelem
      Döntetlen
      Vereség

### 1. selejtezőkör
| 2015. július 2. 20:00 (CET) |

| Go Ahead Eagles                               | 1 – 1               | Ferencvárosi TC |
| --------------------------------------------- | ------------------- | --------------- |
| 21' Turuc 37' Schenk 43' Duitch 45+2' Vriends | (1 – 1) Jegyzőkönyv | 3' Gera         |

| JenS Vesting Stadion, Emmen, Hollandia Nézőszám: 7 134 Játékvezető: Craig Pawson (angol) Asszisztensek: John Brooks és Harry Lennard (angol) |

Felállás: Dibusz, Ramírez, Mateos, Nalepa, Leandro, Gyömbér, Somalia (Busai, 86'), Varga (Nagy Dominik, 70'), Gera  3', Lamah (Ugrai Roland, 70'), Böde
Fel nem használt cserék: Jova, Haraszti, Valencsik, Nagy Ádám
| 2015. július 9. 20:30 (CET) |

| Ferencvárosi TC                                        | 4 – 1               | Go Ahead Eagles                        |
| ------------------------------------------------------ | ------------------- | -------------------------------------- |
| 4' 84' Gera 20' Böde 45' Busai 89' Haraszti 90' Hajnal | (3 – 0) Jegyzőkönyv | 51' Nieuwpoort 63' Teijsse 90+2' Türüc |

| Groupama Aréna, Budapest Nézőszám: Zárt kapus mérkőzés Játékvezető: Bojan Pandžić (svéd) Asszisztensek: Stefan Hallberg és Joakim Flink (svéd) |

Felállás: Dibusz, Emir Dilaver (Gyömbér  28'), Leandro, Ramírez, Somalia, Varga (Haraszti  78'; 89'), Busai  45' (Hajnal  72'; 90'), Gera  4'  84', Lamah, Böde  20'
Fel nem használt cserék: Jova, Nagy Ádám, Ugrai, Batik, Nagy Dominik
Továbbjutott a Ferencvárosi TC, 5-2-es összesítéssel.

### 2. selejtezőkör
A továbbjutó csapat ellenfelének kisorsolása július 17-én volt szintén Nyomban. Ennek a párharcnak a győztese a belga Standard Liège-t fogadja majd.

Hazai pályán 1-0-ra alulmaradt a Ferencváros, így bosnyák ellenfelük hatalmas lépést téve a továbbjutás felé. A visszavágó július 23.-án volt, Szarajevóban.
Szarajevóban is vereséget szenvedett a budapesti együttes, így kettős vereséggel kiesett az Európa-liga második selejtezőkörében.
| 2015. július 16. 20:30 |

| Ferencváros | 0 – 1               | FK Željezničar                                     |
| ----------- | ------------------- | -------------------------------------------------- |
| 86' Sesták  | (0 – 0) Jegyzőkönyv | 42' Djelmic 80' Sadikivic 90' Beganovic 90' Diatta |

| Groupama Aréna, Budapest Nézőszám: 9 453 Játékvezető: Gunnar Jarl Jónsson (izlandi) Asszisztensek: Gunnar Gunnarsson és Birkir Sigurdarson (izlandi) |

Felállás: Dibusz, Ramírez (Sesták  45'; 86'), Nalepa, Leandro, Dilaver, Varga, Somalia, Gera, Busai (Hajnal  45 '), Lamah (Gyömbér  68'), Böde
Fel nem használt cserék: Jova, Nagy Dominik, Nagy Ádám, Radó
| 2015. július 23. 18:00 |

| FK Željezničar                             | 2 – 0               | Ferencváros       |
| ------------------------------------------ | ------------------- | ----------------- |
| 23' Kokot 38' Hadziahmetovic 90+2' Djelmic | (1 – 0) Jegyzőkönyv | 49' Radó 84' Gera |

| Asim Ferhatovic Hase Stadion, Szarajevó Nézőszám: 9 000 Játékvezető: Orel Grinfeld (izraeli) Asszisztensek: Amihay Yehoshua Mozes (izraeli) és Miron Paz (izraeli) |

Felállás: Dibusz, Dilaver, Leandro, Nalepa, Gyömbér, Gera  84', Somalia, Varga ( Radó 41' ;  49'), Hajnal (Sesták  45'), Lamah, Böde (Busai  58')
Fel nem használt cserék: Jova, Nagy Dominik, Nagy Ádám, Haraszti
Továbbjutott az FK Željezničar, 3-0-s összesítéssel